# یواس‌اس استوارت (دی‌دی-۲۲۴)
یواس‌اس استوارت (دی‌دی-۲۲۴) (به انگلیسی: USS Stewart (DD-224)) یک کشتی بود که طول آن ۳۱۴ فوت ۵ اینچ (۹۵٫۸۳ متر) بود. این کشتی در سال ۱۹۲۰ ساخته شد.